# Francesc Bononad i Brines
Francesc Bononad i Brines   (Tavernes de la Valldigna, 1977) és un escriptor valencià. Llicenciat en Filosofia per la Universitat de València.
La seua primera publicació és "Empremtes en la neu" (2007), un llibre en el qual combina la literatura, en les formes d'assaig, poesia i narrativa curta, amb les fotografies d'Isa Cogollos i Mireia Peris. En solitari, el seu primer llibre és "Cotxes nous, cotxes d'ocasió, cotxes de quilòmetre zero" (2008). El periodista Xavier Aliaga va destacar que en aquestes dues obres: "els llenguatges audiovisuals, o els generats per la xarxa, adoptaven forma de llibre i assolien una complicada ubicació en algun gènere concret".
També ha publicat "Facebook" (2010), un 'experiment' a partir d'un succés real i el seu reflex a internet, i "Bua" (2014), sobre el dolor físic. Acaba de publicar un llibre infantil "El rei que reia i no reia" (2024) a Thule Edicions.

## Publicacions
- Bononad i Brines, Francesc. Laertes. Empremtes en la neu, 27 Setembre 2007. ISBN 9788475846057.
- Bononad i Brines, Francesc. El Cep i la Nansa Edicions. Cotxes nous, cotxes d’ocasió, cotxes de quilòmetre zero, 2 Juliol 2008. ISBN 9788496349797.
- Bononad i Brines, Francesc. El Cep i la Nansa Edicions. Facebook, abril 2010. ISBN 9788492745043.
- Bononad i Brines, Francesc. El Cep i la Nansa Edicions. BUA, setembre 2014. ISBN 9788492745906.
- Bononad i Brines, Francesc. Thule Edicions. El rei que reia i no reia, febrer 2024.